# Polycarpaea
Genre
Classification phylogénétique
Polycarpaea est un genre de plantes de la famille des Caryophyllacées. 

## Étymologie
Le nom de Polycarpaea a été formé par Jean-Baptiste de Lamarck, à partir du grec polys = nombreux et karpos = fruit, en référence à une fructification abondante.

## Description
Ce sont des plantes herbacées ou des arbustes, à feuilles caduques ou persistantes. Les fleurs sont groupées en inflorescences terminales avec de minuscules fleurs blanches ou roses. Le fruit est une capsule avec 5-8 graines.

## Liste d'espèces
- Polycarpaea akkensis, Maire.
- Polycarpaea aristata, Chr.Sm.
- Polycarpaea balfourii, Briq.
- Polycarpaea caespitosa, Balf.f.
- Polycarpaea carnosa, Chr.Sm.
- Polycarpaea clavifolia, M.Gilbert.
- Polycarpaea corymbosa, (L.) Lam.
- Polycarpaea divaricata, Aiton.
- Polycarpaea filifolia, Webb ex Christ.
- Polycarpaea gaudichaudii, Gagnepain.
- Polycarpaea gayi, Webb.
- Polycarpaea guardafuiensis, M.Gilbert.
- Polycarpaea hassalensis, D.F.Chamb.
- Polycarpaea hayoides, D.F.Chamb.
- Polycarpaea kuriensis, Wagner
- Polycarpaea latifolia, Poiret.
- Polycarpaea nivea, Aiton.
- Polycarpaea paulayana, Wagner
- Polycarpaea pulvinata, M.Gilbert.
- Polycarpaea repens, (Forsskal) Ascherson & Schweinf.
- Polycarpaea robbairea, (Kunze) Greuter & Burdet.
- Polycarpaea smithii, Link.
- Polycarpaea somalensis, Engl.
- Polycarpaea spicata, Wight ex Arn.
- Polycarpaea tenuis, Webb ex Christ.
- Polycarpaea ventiversa, M.Gilbert.